# Hoya kerrii
Espèce
Hoya kerrii est une espèce de plantes du genre Hoya. Elle est dédiée à Arthur Francis George Kerr, un médecin britannique, collectionneur de plantes et auteur de livres de botanique.
Elle est appréciée pour ses feuilles charnues en forme de cœur, qui lui valent le surnom de "Lucky heart". Elle est parfois commercialisée par la grande distribution à l'occasion de la Saint-Valentin.
Son aire de répartition inclut la Chine du Sud, le Vietnam, le Laos, le Cambodge (où elle est appelée voa trâchiek dâmrei វល្លិត្រចៀកដំរី « liane oreille d'éléphant »), la Thaïlande et l'île indonésienne de Java).

## Description
Hoya kerrii est une plante grimpante pouvant atteindre 4 m. Ses tiges ont un diamètre de l'ordre de 7 mm. Elles portent des feuilles charnues en forme de cœur inversé de 6 cm de large environ et 5 mm d'épaisseur.
Les plantes adultes portent des inflorescences de 5 cm de diamètre avec jusqu'à 25 fleurs élémentaires. Elles portent des points de nectar de couleur rouge foncé à brun. Odeur absente ou faible.
Il existe une forme panachée avec des feuilles vert et blanc.
L'espèce a été décrite pour la première fois en 1911 par William Grant Craib. Un premier spécimen a été recueilli par Arthur Francis George Kerr en 1910 ou 1911 dans la région des monts Doi Suthep à l'ouest de Chiang Mai au nord de la Thaïlande, à 390 m d'altitude. Transféré en août 1911 dans les Jardins botaniques royaux de Kew, il y a prospéré.

## Culture comme plante d'appartement
Les jardineries vendent de jeunes sujets se présentant comme une feuille un peu épaisse en forme de cœur plantée dans un pot. Elle reste inchangée de nombreux mois. Puis elle commence à pousser comme une plante grimpante de l'ordre de 1 mètre par an.

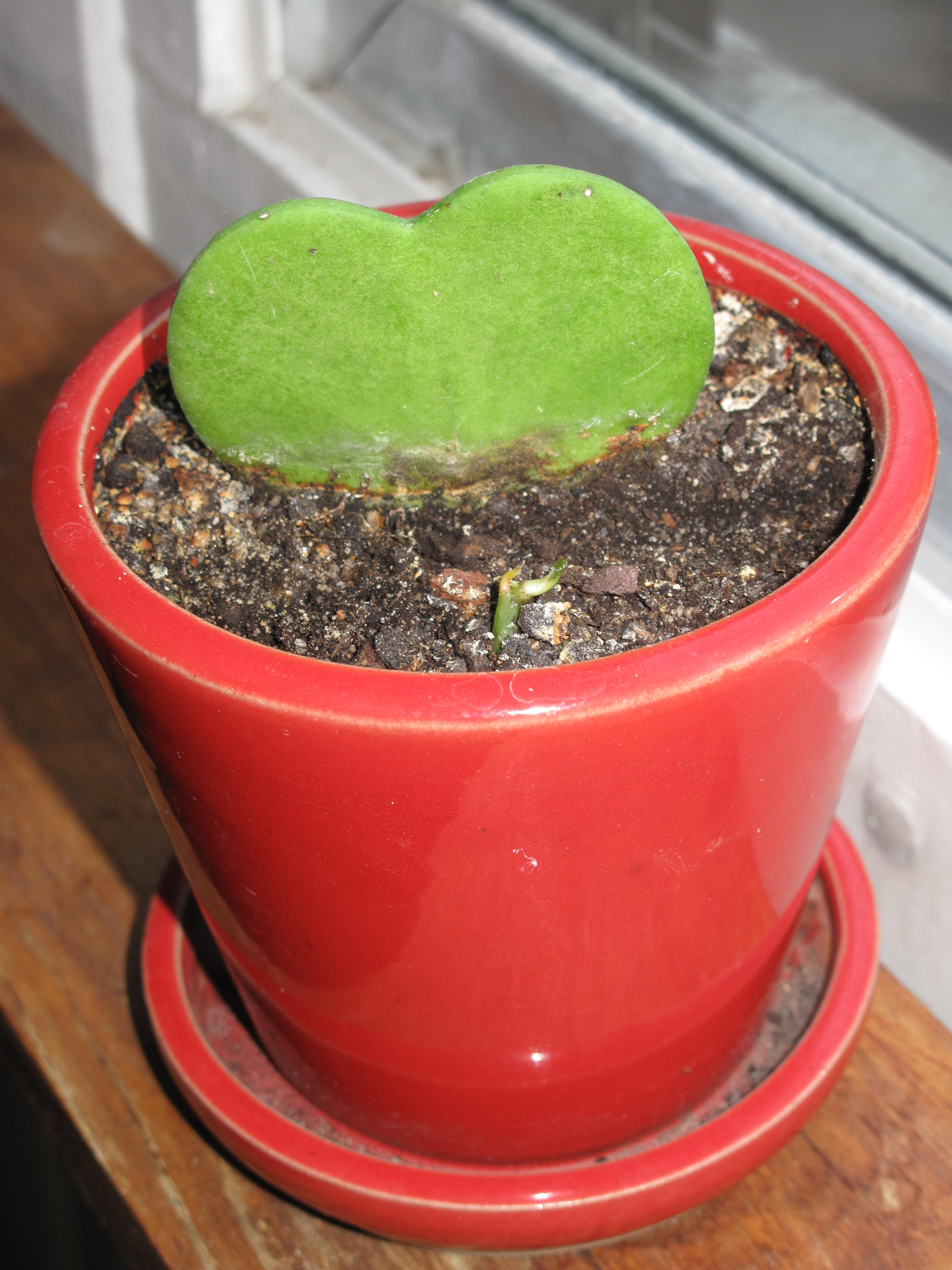
Jeune sujet resté inchangé pendant 2 ans
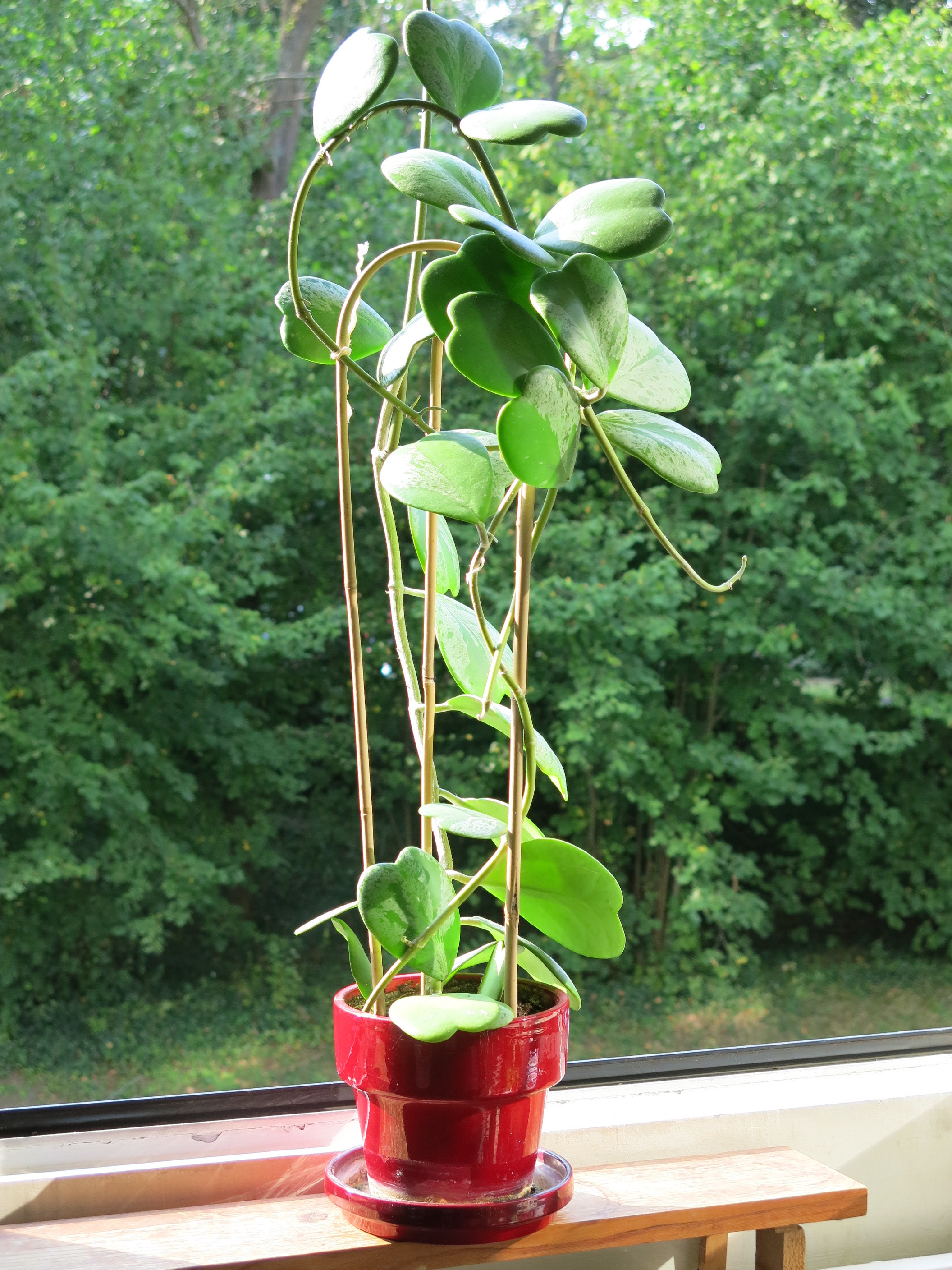
Après 20 mois de croissance